# Биографика
Биографика — прикладная междисциплинарная наука, интегрально включающая решение проблем, связанных с историографическими, источниковедческими, теоретическими и методическими аспектами изучения и формирования биографий личностей как исторически, политически, педагогически, эпистемологически и социально значимых, так и выполняющих второстепенную, вспомогательную роль в контексте трудов названной принадлежности. 
Исследования биографики подразумевают тесную взаимосвязь разных фундаментальных и узкоспециальных направлений истории как таковой, литературоведения, энциклопедических и библиографических традиций, генеалогии, науковедения и других смежных и самостоятельных гуманитарных и естественнонаучных дисциплин, — работу с разнообразными материалами государственных и частных архивов, изучение документов мемуарых жанров, хроник и так далее. В настоящее время существенное влияние оказывает на развитие биографики совершенствование методов использования системотехники, сетевых ресурсов, баз данных, инструментов обработки источников, что функционально упрощает и ускоряет работу, содержательно обогащает возможности обработки и транслирования информации.